# Arnold Mandel
Pour les articles homonymes, voir Mandel.
Arnold Mandel est un écrivain français du XXe siècle (né le 4 juin 1913 à Strasbourg - mort le 17 juin 1987 à Fontenay-lès-Briis (Essonne)), auteur d'ouvrages sur le judaïsme orthodoxe et le hassidisme.

## Éléments biographiques
Arnold Mandel naît à Strasbourg dans une famille juive de Galicie. Il est journaliste, notamment à L'Arche, poète, essayiste et romancier.

## Biographie
Sa famille, originaire de Galicie pratique un judaïsme traditionnel fortement marqué par le hassidisme. Il reçoit une éducation traditionnelle puis intègre l'école rabbinique de Francfort où il reçoit une formation  approfondie. Mais Arnold Mandel se sent attiré par  la pensée occidentale, et rompt avec le comportement traditionnel de son enfance. Renvoyé de l'école rabbinique, il décide de suivre à la Sorbonne des études germanistes. À Paris, il mène une vie de bohème et de misère. Pour gagner sa vie il devient journaliste et critique littéraire dans différents journaux juifs. Il y décrit notamment la misère des juifs émigrés d'Europe de l'Est dans le quartier de Belleville, juifs le plus souvent méprisés et ignorés des juifs français assimilés. Dans son livre, Les Juifs, paru en 1937, il met en garde les Juifs français contre la montée de l'antisémitisme qui n'est pas seulement un spectre agité par l'extrême droite mais s'appuie sur des peurs et des réflexes ancestraux. Il passe par une brève période révolutionnaire, adhérant aux idées trotskistes.
Au début de la Seconde Guerre mondiale, Arnold Mandel est arrêté. Il s'enfuit et rejoint l'Afrique du Nord où il est à nouveau interné, à Constantine. Libéré, il revient en métropole et intègre immédiatement la Résistance à Toulouse. Il intègre l’Armée juive (AJ-OJC), créée à Toulouse par Abraham Polonski. En 1942 il cherche à passer en Suisse, mais il est intercepté à la frontière et sera interné dans un camp de réfugiés en Suisse. Il y rédige un long poème en prose, Chair à destin, publié en 1946. Il s'agit d'une exhortation à l'adresse de son peuple, qui doit prendre conscience de l'ampleur de la catastrophe nazie. Il y dresse le constat de l'échec de l'émancipation, qui a souvent conduit très souvent le Juif vers l'auto-destruction. Il affirme que la Shoah n'est pas seulement une catastrophe pour les juifs mais aussi un échec pour l'humanité.
Il épouse Iseult Franconi, parisienne, fille du poète Gabriel-Tristan Franconi et de son épouse née Ernestine Delvoie, actrice de théâtre. Dans les années 1950, il devient une figure importante de la vie littéraire et intellectuelle juive, un grand défenseur de la cause juive. Il traduit en français Mendele Moykher Sforim, le grand écrivain yiddish. Il est d'ailleurs reconnu comme un grand spécialiste de la littérature yiddish. Il continue à écrire des chroniques et des critiques littéraires dans différentes revues comme l'Arche, Information juive, Le Monde juif. À la sortie du Dernier des justes d'André Schwarz-Bart, il est à l'origine de bon nombre de rumeurs tentant de discréditer le talent littéraire de l'auteur et la judéité du roman. Il publie de nombreux livres sur le monde juif dont il est du fait de son éducation un fin connaisseur. Il fut l'ami d'Albert Camus, de Jean-Paul Sartre et d'André Neher. Il publie de nombreux romans et essais;  L'Homme-enfant, La Voie du hassidisme, La Vie hassidique du XVIIIe siècle à nos jours, Nous autres juifs (prix Wizo), le petit livre de proverbes : Le Petit Livre de la sagesse populaire juive pour les essais. Son œuvre romanesque est aussi importante : Les Temps incertains, premier roman publié en 1950, Le Périple (1952), prix Dufau de l'Académie, Les Vaisseaux brûlés, Tikoun, Un apprentissage hassidique, Le Messie est en retard, et un recueil de nouvelles, Les Cent Portes. Il meurt pauvre et « oublié » en 1987. Il a été enterré à Thiais en présence de quelques amis, et de son fils Yankel Mandel.

## Œuvres
Essais
- L'Homme-Enfant, Julliard
- La Voie du hassidisme, Calmann-Lévy, 1963
- La Vie quotidienne des Juifs hassidiques du XVIIIe siècle à nos jours, Hachette Littérature, 1974
- Le Petit Livre de la sagesse populaire juive, préface d'Alfred Kern, Albin Michel, 1963
- Les Cent Portes (récit), Flammarion, 1968
- La Vierge au bandeau, Fayard, 1974
- Nous autres Juifs, Hachette, 1978
- Le Messie est en retard, Desclée de Brouwer, 1988
- Une mélodie sans paroles ni fin : Chroniques juives, Seuil, 1993

Romans et poèmes
- Chair à destin, avec une préface d'André Spire, Cooped
- Les Temps incertains, Calmann-Lévy
- Les Vaisseaux brûlés, Calmann-Lévy
- Le Périple, Fayard, prix Georges Dupau de l'Académie française 1973
- Tikoun, Mazarine, 1980
- Un apprentissage hassidique, Mazarine, 1982

### Traduction
- Les Juifs de Belleville[3], de Benjamin Schlevin, traduction du yiddish (sous le pseudonyme de Marcel Arnaud[4]), Nouvelles Éditions Latines, 1956